# Spanische Mannschaftsmeisterschaft im Schach 1971
Die spanische Mannschaftsmeisterschaft im Schach 1971 war die 15. Austragung dieses Wettbewerbs, diese wurde mit 16 Mannschaften ausgetragen. Der Titelverteidiger CA Schweppes Madrid gewann mit deutlichem Vorsprung seinen vierten Titel in Folge.
Zu den gemeldeten Mannschaftskadern siehe Mannschaftskader der spanischen Mannschaftsmeisterschaft im Schach 1971.

## Modus
Die 16 teilnehmenden Mannschaften wurden in vier Vorrundengruppen mit je vier Mannschaften eingeteilt und spielten in diesen ein einfaches Rundenturnier. Die vier Gruppensieger bestritten die Endrunde, die übrigen zwölf Mannschaften wurden in drei Qualifikationsgruppen für die spanische Mannschaftsmeisterschaft 1972 eingeteilt. Für die spanische Mannschaftsmeisterschaft 1972 qualifizierten sich die vier Endrundenteilnehmer sowie die drei Sieger der Qualifikationsgruppen. Gespielt wurde an vier Brettern, über die Platzierung entschied zunächst die Anzahl der Brettpunkte (ein Punkt für einen Sieg, ein halber Punkt für ein Remis, kein Punkt für eine Niederlage), anschließend die Anzahl der Mannschaftspunkte (zwei Punkte für einen Sieg, ein Punkt für ein Unentschieden, kein Punkt für eine Niederlage).

## Termine und Spielort
Das Turnier wurde vom 20. bis 25. September im Círculo Mercantil de Igualada ausgetragen.

## Vorrunde
Während CA Schweppes Madrid und CE Terrassa die Gruppen A und B dominierten, war in den Gruppen C und D die Endrundenqualifikation hart umkämpft.

### Gruppe A

#### Abschlusstabelle
| Pl. | Verein                      | Sp | G | U | V | Brett-P. | Mannsch.-P. |
| --- | --------------------------- | -- | - | - | - | -------- | ----------- |
| 01. | CA Schweppes Madrid (M)     | 3  | 3 | 0 | 0 | 10,0:2,0 | 6:0         |
| 02. | CA Tarragona                | 3  | 2 | 0 | 1 | 6,5:5,5  | 4:2         |
| 03. | CA Ateneo Marítimo Valencia | 3  | 0 | 1 | 2 | 4,5:7,5  | 1:5         |
| 04. | CA Igualada                 | 3  | 0 | 1 | 2 | 3,0:9,0  | 1:5         |

#### Entscheidungen
|     | qualifiziert für die Endrunde und vorberechtigt für die spanische Mannschaftsmeisterschaft 1972: CA Schweppes Madrid |
| (M) | Titelverteidiger |

#### Kreuztabelle
| Ergebnisse | Ergebnisse                  | 1. | 2. | 3. | 4. |
| ---------- | --------------------------- | -- | -- | -- | -- |
| 01.        | CA Schweppes Madrid         |    | 3½ | 3  | 3½ |
| 02.        | CA Tarragona                | ½  |    | 2½ | 3½ |
| 03.        | CA Ateneo Marítimo Valencia | 1  | 1½ |    | 2  |
| 04.        | CA Igualada                 | ½  | ½  | 2  |    |

### Gruppe B

#### Abschlusstabelle
| Pl. | Verein                     | Sp | G | U | V | Brett-P. | Mannsch.-P. |
| --- | -------------------------- | -- | - | - | - | -------- | ----------- |
| 01. | CE Terrassa                | 3  | 3 | 0 | 0 | 9,5:2,5  | 6:0         |
| 02. | RCD La Coruña              | 3  | 1 | 0 | 2 | 6,0:6,0  | 2:4         |
| 03. | Peña Ajedrez Linense       | 3  | 1 | 0 | 2 | 4,5:7,5  | 2:4         |
| 04. | CA Caja Ahorros Santa Cruz | 3  | 1 | 0 | 2 | 4,0:8,0  | 2:4         |

#### Entscheidungen
|  | qualifiziert für die Endrunde und vorberechtigt für die spanische Mannschaftsmeisterschaft 1972: CE Terrassa |

#### Kreuztabelle
| Ergebnisse | Ergebnisse                 | 1. | 2. | 3. | 4. |
| ---------- | -------------------------- | -- | -- | -- | -- |
| 01.        | CE Terrassa                |    | 3½ | 3½ | 2½ |
| 02.        | RCD La Coruña              | ½  |    | 1½ | 4  |
| 03.        | Peña Ajedrez Linense       | ½  | 2½ |    | 1½ |
| 04.        | CA Caja Ahorros Santa Cruz | 1½ | 0  | 2½ |    |

### Gruppe C

#### Abschlusstabelle
| Pl. | Verein                                  | Sp | G | U | V | Brett-P. | Mannsch.-P. |
| --- | --------------------------------------- | -- | - | - | - | -------- | ----------- |
| 01. | CE Espanyol Barcelona                   | 3  | 2 | 0 | 1 | 8,5:3,5  | 4:2         |
| 02. | Centro Asturiano Gijón                  | 3  | 2 | 1 | 0 | 7,5:4,5  | 5:1         |
| 03. | Instituto de Estudios Sindicales Oviedo | 3  | 1 | 0 | 2 | 4,5:7,5  | 2:4         |
| 04. | RR Instructiva Artesanos La Coruña      | 3  | 0 | 1 | 2 | 3,5:8,5  | 1:5         |

#### Entscheidungen
|  | qualifiziert für die Endrunde und vorberechtigt für die spanische Mannschaftsmeisterschaft 1972: CE Espanyol Barcelona |

#### Kreuztabelle
| Ergebnisse | Ergebnisse                              | 1. | 2. | 3. | 4. |
| ---------- | --------------------------------------- | -- | -- | -- | -- |
| 01.        | CE Espanyol Barcelona                   |    | 1½ | 3½ | 3½ |
| 02.        | Centro Asturiano Gijón                  | 2½ |    | 3  | 2  |
| 03.        | Instituto de Estudios Sindicales Oviedo | ½  | 1  |    | 3  |
| 04.        | RR Instructiva Artesanos La Coruña      | ½  | 2  | 1  |    |

### Gruppe D

#### Abschlusstabelle
| Pl. | Verein                  | Sp | G | U | V | Brett-P. | Mannsch.-P. |
| --- | ----------------------- | -- | - | - | - | -------- | ----------- |
| 01. | Caja Insular de Ahorros | 3  | 3 | 0 | 0 | 9,0:3,0  | 6:0         |
| 02. | CE Barcelona            | 3  | 2 | 0 | 1 | 8,0:4,0  | 4:2         |
| 03. | CA Peña Malaguista      | 3  | 0 | 1 | 2 | 5,0:7,0  | 1:5         |
| 04. | CA Granada              | 3  | 0 | 1 | 2 | 2,0:10,0 | 1:5         |

#### Entscheidungen
|  | qualifiziert für die Endrunde und vorberechtigt für die spanische Mannschaftsmeisterschaft 1972: Caja Insular de Ahorros |

#### Kreuztabelle
| Ergebnisse | Ergebnisse              | 1. | 2. | 3. | 4. |
| ---------- | ----------------------- | -- | -- | -- | -- |
| 01.        | Caja Insular de Ahorros |    | 2½ | 2½ | 4  |
| 02.        | CE Barcelona            | 1½ |    | 2½ | 4  |
| 03.        | CA Peña Malaguista      | 1½ | 1½ |    | 2  |
| 04.        | CA Granada              | 0  | 0  | 2  |    |

## Endrunde
CA Schweppes Madrid war eine Klasse für sich und wurde mit 3 Punkten Vorsprung Meister.

### Abschlusstabelle
| Pl. | Verein                  | Sp | G | U | V | Brett-P. | Mannsch.-P. |
| --- | ----------------------- | -- | - | - | - | -------- | ----------- |
| 01. | CA Schweppes Madrid (M) | 3  | 3 | 0 | 0 | 9,0:3,0  | 6:0         |
| 02. | Caja Insular de Ahorros | 3  | 1 | 1 | 1 | 6,0:6,0  | 3:3         |
| 03. | CE Espanyol Barcelona   | 3  | 0 | 2 | 1 | 4,5:7,5  | 2:4         |
| 04. | CE Terrassa             | 3  | 0 | 1 | 2 | 4,5:7,5  | 1:5         |

### Entscheidungen
|     | spanischer Mannschaftsmeister: CA Schweppes Madrid |
| (M) | Titelverteidiger                                   |

### Kreuztabelle
| Ergebnisse | Ergebnisse              | 1. | 2. | 3. | 4. |
| ---------- | ----------------------- | -- | -- | -- | -- |
| 01.        | CA Schweppes Madrid     |    | 3  | 3½ | 2½ |
| 02.        | Caja Insular de Ahorros | 1  |    | 2  | 3  |
| 03.        | CE Espanyol Barcelona   | ½  | 2  |    | 2  |
| 04.        | CE Terrassa             | 1½ | 1  | 2  |    |

## Qualifikation zur spanischen Mannschaftsmeisterschaft 1972
Während sich in Gruppe B Instituto de Estudios Sindicales Oviedo deutlich durchsetzte, war der Gruppensieg in den beiden anderen Gruppen hart umkämpft.

### Gruppe A

#### Abschlusstabelle
| Pl. | Verein               | Sp | G | U | V | Brett-P. | Mannsch.-P. |
| --- | -------------------- | -- | - | - | - | -------- | ----------- |
| 01. | CE Barcelona         | 3  | 3 | 0 | 0 | 8,0:4,0  | 6:0         |
| 02. | CA Peña Malaguista   | 3  | 2 | 0 | 1 | 7,0:5,0  | 4:2         |
| 03. | Peña Ajedrez Linense | 3  | 0 | 1 | 2 | 4,5:7,5  | 1:5         |
| 04. | CA Granada           | 3  | 0 | 1 | 2 | 4,5:7,5  | 1:5         |

#### Entscheidungen
|  | vorberechtigt für die spanische Mannschaftsmeisterschaft 1972: CE Barcelona |

#### Kreuztabelle
| Ergebnisse | Ergebnisse           | 1. | 2. | 3. | 4. |
| ---------- | -------------------- | -- | -- | -- | -- |
| 01.        | CE Barcelona         |    | 2½ | 3  | 2½ |
| 02.        | CA Peña Malaguista   | 1½ |    | 2½ | 3  |
| 03.        | Peña Ajedrez Linense | 1  | 1½ |    | 2  |
| 04.        | CA Granada           | 1½ | 1  | 2  |    |

### Gruppe B

#### Abschlusstabelle
| Pl. | Verein                                  | Sp | G | U | V | Brett-P. | Mannsch.-P. |
| --- | --------------------------------------- | -- | - | - | - | -------- | ----------- |
| 01. | Instituto de Estudios Sindicales Oviedo | 3  | 2 | 1 | 0 | 8,5:3,5  | 5:1         |
| 02. | Centro Asturiano Gijón                  | 3  | 1 | 1 | 1 | 6,5:5,5  | 3:3         |
| 03. | CA Ateneo Marítimo Valencia             | 3  | 1 | 0 | 2 | 5,0:7,0  | 2:4         |
| 04. | CA Igualada                             | 3  | 1 | 0 | 2 | 4,0:8,0  | 2:4         |

#### Entscheidungen
|  | vorberechtigt für die spanische Mannschaftsmeisterschaft 1972: Instituto de Estudios Sindicales Oviedo |

#### Kreuztabelle
| Ergebnisse | Ergebnisse                              | 1. | 2. | 3. | 4. |
| ---------- | --------------------------------------- | -- | -- | -- | -- |
| 01.        | Instituto de Estudios Sindicales Oviedo |    | 2  | 3  | 3½ |
| 02.        | Centro Asturiano Gijón                  | 2  |    | 3  | 1½ |
| 03.        | CA Ateneo Marítimo Valencia             | 1  | 1  |    | 3  |
| 04.        | CA Igualada                             | ½  | 2½ | 1  |    |

### Gruppe C

#### Abschlusstabelle
| Pl. | Verein                             | Sp | G | U | V | Brett-P. | Mannsch.-P. |
| --- | ---------------------------------- | -- | - | - | - | -------- | ----------- |
| 01. | RCD La Coruña                      | 3  | 3 | 0 | 0 | 9,0:3,0  | 6:0         |
| 02. | CA Tarragona                       | 3  | 2 | 0 | 1 | 8,0:4,0  | 4:2         |
| 03. | CA Caja Ahorros Santa Cruz         | 3  | 1 | 0 | 2 | 4,0:8,0  | 2:4         |
| 04. | RR Instructiva Artesanos La Coruña | 3  | 0 | 0 | 3 | 3,0:9,0  | 0:6         |

#### Entscheidungen
|  | vorberechtigt für die spanische Mannschaftsmeisterschaft 1972: RCD La Coruña |

#### Kreuztabelle
| Ergebnisse | Ergebnisse                         | 1. | 2. | 3. | 4. |
| ---------- | ---------------------------------- | -- | -- | -- | -- |
| 01.        | RCD La Coruña                      |    | 2½ | 3  | 3½ |
| 02.        | CA Tarragona                       | 1½ |    | 3½ | 3  |
| 03.        | CA Caja Ahorros Santa Cruz         | 1  | ½  |    | 2½ |
| 04.        | RR Instructiva Artesanos La Coruña | ½  | 1  | 1½ |    |

## Die Meistermannschaft
| 1.            | CA Schweppes Madrid |
| Schachfiguren | Román Torán Albero, Jesús Díez del Corral, Fernando Visier Segovia, Ricardo Calvo Mínguez, Eduardo Franco Raymundo, José Luis García Bachiller. |